# Little Germany (Manhattan)

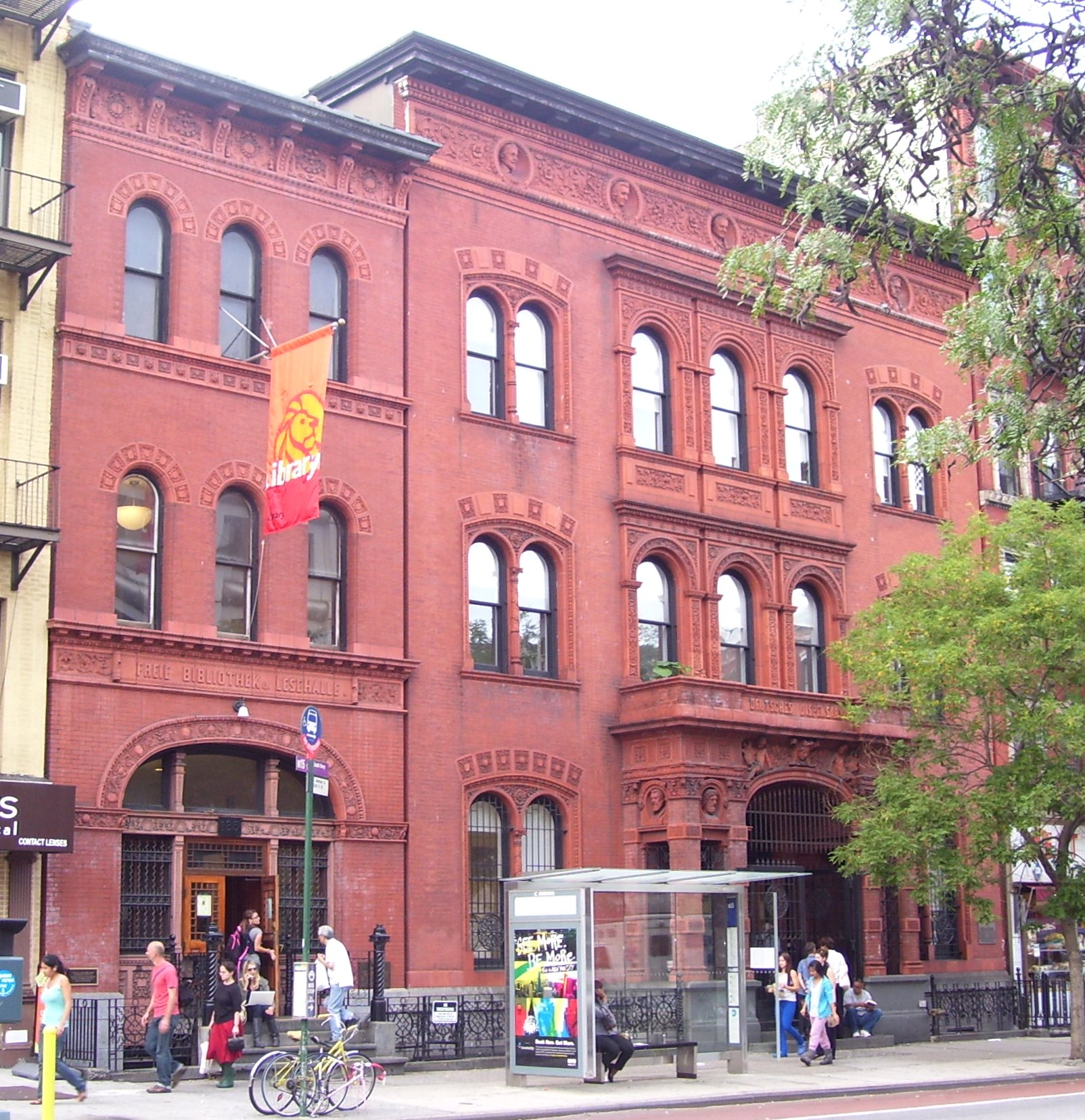
La antigua Freie Bibliothek und Lesehalle ("Biblioteca Libre y Sala de Lectura", a la izquierda; ahora la sucursal Ottendorfer de la Biblioteca Pública de Nueva York) y Deutsches Dispensary ("Dispensario Alemán", a la derecha; ahora Stuyvesant Polyclinic Hospital) en la Segunda Avenida en el East Village. Ambos lugares emblemáticos de la ciudad de Nueva York fueron diseñados por William Schickel y construidos entre 1883 y 1884.

Little Germany, conocida en alemán como Kleindeutschland y Deutschländle y llamada Dutchtown por los no alemanes contemporáneos, era un barrio de inmigrantes alemanes en los barrios del Lower East Side y East Village de Manhattan en la ciudad de Nueva York (Estados Unidos). La demografía del vecindario comenzó a cambiar a fines del siglo XIX, cuando los inmigrantes no alemanes se establecieron en el área. Una disminución constante de la población alemana se aceleró en 1904, cuando la tragedia del barco de vapor General Slocum diezmó el núcleo social de la población con la pérdida de más de 1.000 vidas.

## Primeros años

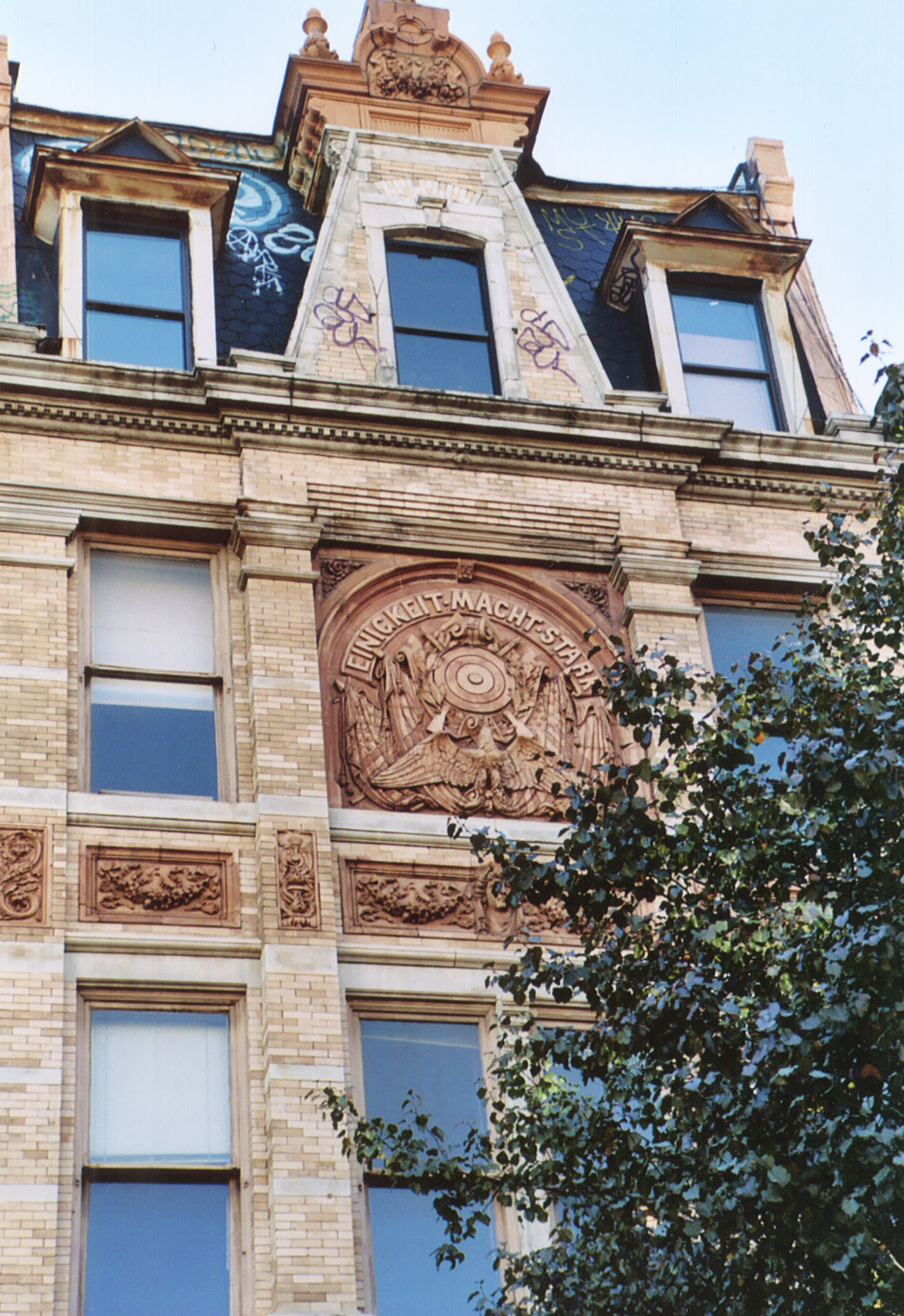
Antiguo club de la Sociedad de Tiro Germano-Estadounidense en 12 St Mark's Place (1885) con la inscripción Einigkeit macht stark ("La unidad fortalece") diseñada por William C. Frohne.

A partir de la década de 1840, un gran número de inmigrantes alemanes que ingresaron a Estados Unidos proporcionó una afluencia constante de población para Little Germany. Solo en la década de 1850, 800.000 alemanes pasaron por Nueva York. En 1855, Nueva York tenía la tercera población alemana más grande de todas las ciudades del mundo, superada solo por Berlín y Viena. Más de la mitad de los panaderos y ebanistas de la época eran alemanes o de origen alemán, y muchos alemanes también trabajaban en el negocio de la construcción. Alemanes como Joseph Wedemeyer, Oswald Ottendorfer y Friedrich Sorge fueron actores importantes en la creación y crecimiento de sindicatos, y muchos alemanes y sus Vereine (clubes germano-estadounidenses) también fueron a menudo políticamente activos. Oswald Ottendorfer, propietario y editor del Staats-Zeitung, el periódico en alemán más grande de Nueva York, se encontraba entre los germanoamericanos más ricos y socialmente prominentes de la ciudad. También se convirtió en el líder indiscutible de la nueva democracia alemana importante, que ayudaría a Fernando Wood a recuperar la Alcaldía en 1861 y elegir a Godfrey Gunther como alcalde en 1863.
En ese momento, los alemanes tendían a agruparse más que otros inmigrantes, como los irlandeses, y de hecho los de determinados estados alemanes preferían vivir juntos. Esta elección de vivir en barrios con personas de la misma región fue quizás la característica más distintiva y pasada por alto de Kleindeutschland. Por ejemplo, los prusianos, que en 1880 representaban casi un tercio de la población nacida en Alemania de la ciudad, estaban más concentrados en el Distrito Décimo de la ciudad. Los alemanes de Hessen-Nassau tendían a vivir en el Distrito Decimotercero en la década de 1860 y en las décadas siguientes se trasladaron hacia el norte hasta las fronteras de los Distritos XI y XVII. Los alemanes de Baden en la década de 1880 tendían a favorecer la vida en el Decimotercer Distrito, y Wurtemberg comenzó en la década de 1860 a migrar hacia el norte hacia el XVII Distrito. Los bávaros (incluidos los palatinos de la región Palatina de Alemania occidental en el río Rin, que estaba sujeto al rey de Baviera), el grupo más grande de inmigrantes alemanes en la ciudad en 1860, se distribuyeron de manera uniforme en cada distrito alemán con excepción de un pequeño grupo de hannoverianos, que tenían un fuerte sentido de autosegregación formando su propio Little Hannover en el Distrito Decimotercero, y de los bávaros mostraban pues su patrón de asentamiento de era que se instalaban donde hubiera menos prusianos.
En 1845, Little Germany ya era el barrio alemán más grande de Nueva York; en 1855, su población alemana se había más que cuadriplicado, desplazando a los trabajadores nacidos en Estados Unidos que se habían mudado por primera vez a la nueva vivienda del vecindario, y a principios del siglo XX, albergaba a casi 50.000 personas. Desde un núcleo en el distrito 11 junto al Río Este, se expandió para abarcar la mayor parte de los distritos 10, 13 y 17, la misma área que más tarde se conoció como el Lower East Side judío. Tompkins Square Park, en lo que ahora se conoce como Alphabet City, era un importante espacio público que los alemanes llamaban Weisse Garten. Había Biergartens, clubes deportivos, bibliotecas, coros, clubes de tiro, teatros alemanes, escuelas alemanas, iglesias alemanas y sinagogas alemanas. En el barrio funcionaban un gran número de fábricas y pequeños talleres, inicialmente en el interior de manzanas, a las que se llegaba por callejuelas. Había calles comerciales importantes, incluidos grandes almacenes.

## Desastre delGeneral Slocum

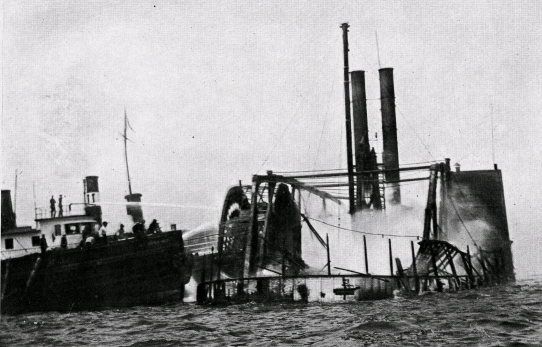
Bomberos trabajando para extinguir el General Slocum

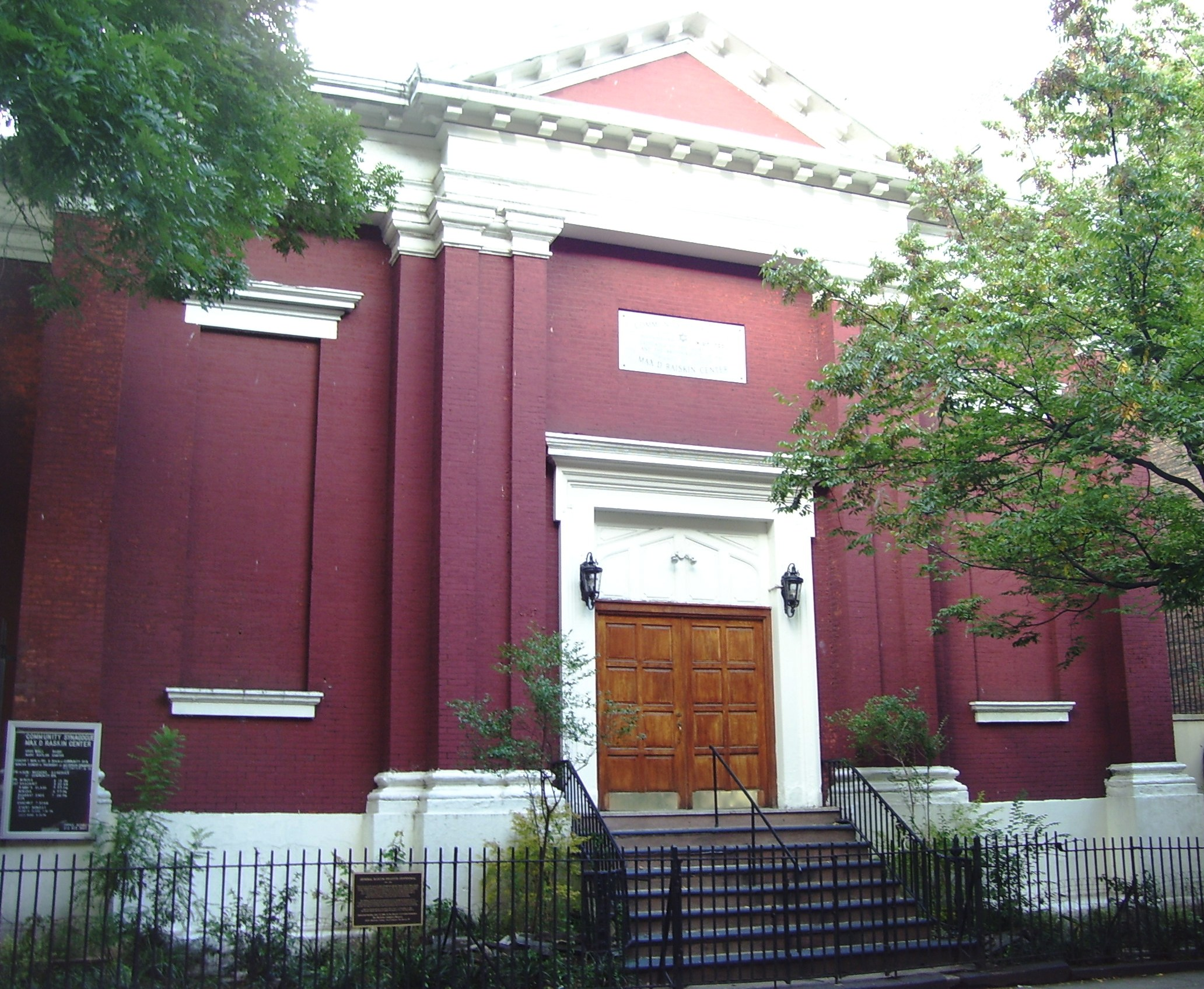
La antigua Iglesia Evangélica Luterana de San Marcos ha sido una sinagoga desde 1940.

El 15 de junio de 1904, la Iglesia Evangélica Luterana de San Marcos organizó su 17º pícnic anual para conmemorar el final del año escolar. Un gran vapor de ruedas, el General Slocum, fue fletado para un crucero por el Río Este hasta un lugar de pícnic en Long Island, y más de 1.300 pasajeros, en su mayoría mujeres y niños, participaron en el evento. Poco después de partir, se inició un incendio en un compartimento de almacenamiento en la sección delantera. Aunque el barco estaba equipado con botes salvavidas y salvavidas, ambos estaban en mal estado. La insuficiencia del equipo de seguridad, sumada al mal liderazgo del capitán William Van Schaick, provocó que la muerte de unos 1.021 pasajeros por incendio o ahogamiento.
Aunque solo el uno por ciento de la población de Little Germany murió por el desastre, los perdidos eran miembros de las familias más establecidas, la base social de la comunidad de Little Germany, y la magnitud del desastre tuvo enormes repercusiones en la parroquia de San Marcos. El desastre, así como el éxodo acelerado que ya estaba en marcha y el futuro antigermanismo que ocurriría durante la Primera Guerra Mundial llevaría a Kleindeutschland a la extinción. Algunos padres, cónyuges, hijos y amigos en duelo se suicidaron. También contribuyeron a enrarecer el ambiente de Little Germany el deseo de encontrar un culpable, la opinión pública en conflicto y las peleas familiares entre los sobrevivientes por la distribución del dinero de un fondo de ayuda. La indignidad final fue la negativa del jurado a declarar culpable de homicidio al capitán Van Schaick; este solo fue castigado fue la falta de preparación para la seguridad, lo que le való una pena de diez años de prisión.

## Declive
El desastre del General Slocum fue quizás el golpe final para acelerar el fin de Little Germany, pero durante décadas antes de ese evento, el vecindario se había reducido en tamaño, tanto en población como en área. Cerca del final del siglo XIX, entre 1870 y 1900, los germanoamericanos de segunda generación comenzaron a abandonar el antiguo vecindario para reasentarse en Brooklyn, en particular en Williamsburg, y más en la parte alta del East Side de Manhattan, en Yorkville. Al mismo tiempo, la presión de una nueva inmigración masiva a la ciudad no solo de alemanes, cuyo número alcanzó su punto máximo en la década de 1880, e irlandeses, sino también de un gran número de judíos e italianos de Europa del Este de habla rusa y yiddish del sur de ese país causó Little Germany se contrataría, de modo que en lugar de ocupar una gran parte del East Side debajo de la calle 23, finalmente quedó delimitada por la calle 14 en el norte, Grand Street en el sur, Broadway en el oeste y el East River en el este. Además, la nueva mezcla de inmigrantes que ingresaba cambió el carácter del área, de modo que lo que había sido Kleindeutschland comenzó a transformarse en el Lower East Side. El desastre de Slocum aceleró el proceso, ya que a su paso, gran parte de la población alemana restante se mudó a Yorkville y otros lugares.